# Stephen Booth
Stephen Booth (ur. 1952 w Burnley) – brytyjski pisarz, autor kryminałów.
Ukończył studia licencjackie w Birmingham Polytechnic. Później spracował jako nauczyciel i dziennikarz. Otrzymał nagrody literackie: Lichfield Prize, Dagger in the Library Award i dwukrotnie Barry Award (za powieści Black Dog i Dancing With the Virgins). 

## Powieści
seria Ben Cooper and Diane Fry
1. Black Dog (2000)
2. Dancing with the Virgins (2001)
3. Blood on the Tongue (2002)
4. Blind to the Bones (2003)
5. One Last Breath (2004)
6. The Dead Place (2005)
7. Scared to Live (2006)
8. Dying to Sin (2007)
9. The Kill Call (2009)
10. Lost River (2010)
11. The Devil's Edge (2011)
12. Dead and Buried (2012)
13. Already Dead (2013)
14. The Corpse Bridge (2014)

- Top Hard (2012)

## Książka ilustrowana
- Claws (2007)